# The Score 2007-2013
The Score 2007-2013 è il secondo DVD del gruppo musicale giapponese Coldrain, pubblicato il 29 marzo 2014.
Il disco contiene alcuni tra i brani più famosi del gruppo e contenuti speciali quali interviste, immagini dietro le scene dei concerti e foto inedite.

## Tracce
Riproduzione musicale
1. Final Destination
2. Die Tomorrow
3. We're Not Alone
4. To Be Alive
5. Adrenaline
6. Rescue Me
7. No Escape
8. Six Feet Under
9. The Revelation
10. Carry On

Contenuti speciali
1. Kantō karā 8 P (巻頭カラー8P)
2. Masato ga coldrain ya menbā ni tsuite kataru ronguintabyū (Masatoがcoldrainやメンバーについて語るロングインタビュー)
3. Menbā kaisetsu-tsuki shiyō kizai shōkai (メンバー解説付使用機材紹介)
4. Gakki-tai 4-ri ni yoru kaku-kyoku no ensō pointo ya seisaku hiwa o katatta zenkyoku kaisetsu (楽器隊4人による各曲の演奏ポイントや制作秘話を語った全曲解説)
5. Kon'na shitsumon kara an'na shitsumon made!? “coldrain ni kiku 50 no Q&A” (こんな質問からあんな質問まで!? “coldrainに訊く50のQ&A”)
6. coldrain no kyoku wa kō ya~tsu te kansei suru!! “coldrain sakkyoku kōza” (coldrainの曲はこうやって完成する!! “coldrain 作曲講座”)
7. Tsuā-chū no menbā no kojin renshū fūkei o pashari!! “Tsuā-chū no chottoshita fūkei” (ツアー中のメンバーの個人練習風景をパシャリ!! “ツアー中のちょっとした風景”)
8. Raibu foto tasū keisai (ライブフォト多数掲載)
9. Shuzai to menbā chekku o heta seikakuna fumen (取材とメンバー・チェックを経た正確な譜面)

## Formazione
- Masato David Hayakawa (マサト?, Masato) – voce
- Yokochi (ヨコチ?, Y.K.C) – chitarra solista
- Kazuya Sugiyama (スギ?, Sugi) – chitarra ritmica, voce secondaria
- Ryo Shimizu (リョウ?, RxYxO) – basso, voce secondaria
- Katsuma Minatani (カツマ?, Katsuma) – batteria, percussioni